# Øvelser på gulv (dokumentarfilm)
Øvelser på gulv er en dansk dokumentarfilm fra 1969 instrueret af Tue Ritzau efter eget manuskript.

## Handling
Filmen er bygget op om landskampen mellem Østrig og Danmark i 1968, hvor bl.a. Hans Peter Nielsen og Arne Thomsen ses. I de instruktive afsnit danmarksmestrene Else Trangbæk og Ole Benediktsson samt tvillingerne Jesper og Jannik Thomsen. Øvelserne vises også i slowmotion og i "frysebilleder" for at illustrere de vigtigste detaljer i de grundlæggende øvelser på gulv.